# Archidiecezja Reims
Archidiecezja Reims (łac. Archidioecesis Remensis, fr. Arcidiocesi di Reims) – rzymskokatolicka archidiecezja ze stolicą w Reims, we Francji.
Średnia wieku kapłanów w archidiecezja Reims wynosi 67 lat, w tym:
- 17 ma mniej niż 49 lat (17,51%)
- 33 ma pomiędzy 50 a 74 lat (33,99%)
- 54 ma powyżej 75 lat (55,52%)[1].

W archidiecezji służy również 33 diakonów.

## Metropolia Reims
Sufraganami archidiecezji Reims są biskupi diecezji:
- Amiens
- Beauvais
- Châlons
- Langres
- Soissons
- Troyes

## Historia
Diecezja Reims po raz pierwszy jest wspomniana w tekście dotyczącym Synodu w Arles w 314. Założona została najprawdopodobniej ok. 250 lub 260, jak wspomina tradycja przez św. Sykstusa, pierwszego biskupa Reims i św. Synicjusza.
W IV wieku biskupstwo zostało podniesione do godności archidiecezji. Jednym z najbardziej znanych biskupów był św. Remigiusz – apostoł Franków, który ochrzcił ich króla Chlodwiga I w 496.
Arcybiskupi Reims mieli przywilej koronacji królów Francji i namaszczania ich świętym olejem. W Reims koronowano 25 francuskich królów. Przywilej ten został potwierdzony bullą Sylwestra II w 999 (wcześniej Sylwester II, jako Gerbert d'Aurillac był arcybiskupem Reims).
W 1089 arcybiskupi Reims uzyskali tytuł prymasów Gallia Belgica.
W wyniku rewolucji francuskiej, w dniu 29 listopada 1801 archidiecezja została zniesiona. Jej terytorium zostało podzielone pomiędzy diecezje Meaux i Metz.
Arcybiskupstwo Reims zostało przywrócone w obecnych granicach w 1817 (de facto 6 października 1822). Sufraganami reaktywowanej metropolii zostały tylko biskupstwa Amiens, Soissons, Beauvais i Châlons (przed 1801 w skład metropolii wchodziło więcej diecezji).
Dnia 16 maja 2002 sufraganami arcybiskupa Reims zostali ordynariusze diecezji Langres i Troyes.

## Biskupi i arcybiskupi Reims

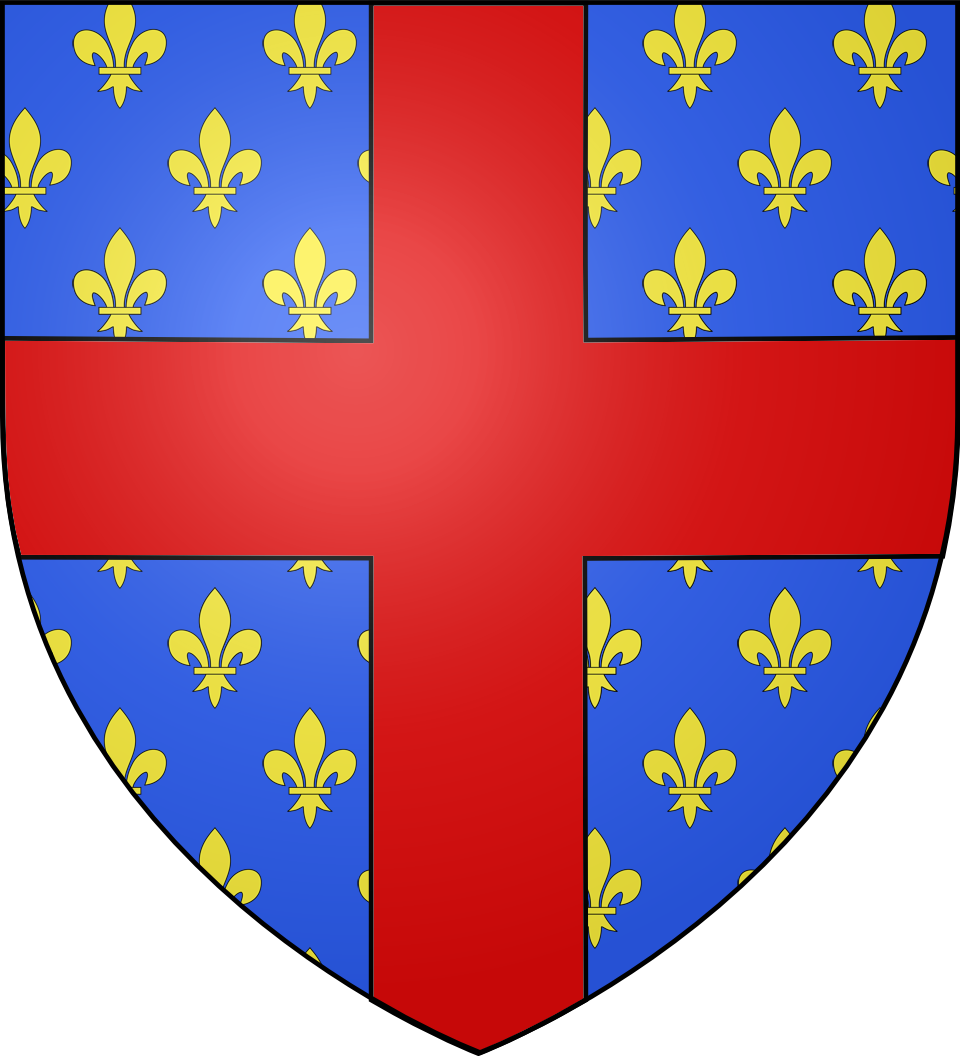
Herb arcybiskupów Reims

Obecnie arcybiskupem Reims jest Éric de Moulins-Beaufort sprawujący posługę biskupią w Reims od 18 sierpnia 2018. Jest on 111. arcybiskupem Reims.

### Papieże związani z arcybiskupstwem
Arcybiskup Reims w latach 991 - 999 Gerbert d'Aurillac został wybrany w 999 papieżem i przyjął imię Sylwester II
Papież w latach 1088–1099 Urban II pełnił urząd kanonika i archidiakona katedry w Reims.